# 桐 (樺型駆逐艦)
|                        | |
| 艦歴                   | |
| 計画                   | 1914年度                                                                                                  |
| 起工                   | 1914年11月24日                                                                                            |
| 進水                   | 1915年2月28日                                                                                             |
| 就役                   | 1915年4月23日                                                                                             |
| 除籍                   | 1932年4月1日                                                                                              |
| 売却                   | 1937年3月30日                                                                                             |
| 性能諸元（計画公表値） | |
| 排水量                 | 基準：公表値 595トン 常備：計画 665トン                                                                   |
| 全長                   | 全長：82.90 m 水線長：82.29m 垂線間長：260 ft 0 in (79.25 m)                                              |
| 全幅                   | 24 ft 0+3⁄8 in (7.32 m)                                                                                   |
| 水線幅                 | 24 ft 0 in (7.32 m)                                                                                       |
| 吃水                   | 7 ft 9 in (2.36 m)                                                                                        |
| 深さ                   | 15 ft 3 in (4.65 m)                                                                                       |
| 機関                   | 推進：3軸 主機：直立4気筒3段レシプロ 3基 出力：計画 9,500馬力 ボイラー：ロ号艦本式缶 重油専焼2基、混焼2基 |
| 速力                   | 30ノット 1931年時 31ノット                                                                                |
| 燃料                   | 重油137トン、石炭100トン                                                                                  |
| 航続距離               | 1,600カイリ / 15ノット                                                                                    |
| 乗員                   | 竣工時定員 90名 1920年調 94名 1928年公表値 96名                                                           |
| 兵装                   | 40口径12cm単装砲 1門 40口径8cm単装砲 4門 45cm連装魚雷発射管 2基4門                                        |
| 搭載艇                 | 4隻 |
| 備考                   | ※トンは英トン                                                                                             |

桐（きり）は、大日本帝国海軍の駆逐艦で、樺型駆逐艦の10番艦である。同名艦に松型駆逐艦の「桐」があるため、こちらは「桐 (初代)」や「桐I」などと表記される。

## 艦歴
1914年（大正3年）11月24日、浦賀船渠で起工、1915年（大正4年）2月28日に進水し、同年4月23日竣工。
第21駆逐隊に所属し、1918年（大正7年）12月1日から1923年（大正12年）5月10日まで馬公要港部（馬公）の警備に従事。同年12月1日から1925年（大正14年）4月1日まで旅順防備隊に所属した。
1932年（昭和7年）4月1日に除籍。大村海軍航空隊所属の標的として大村湾に係留された。1937年（昭和12年）3月30日に売却。

## 艦長
※『日本海軍史』第9巻・第10巻の「将官履歴」及び『官報』に基づく。
駆逐艦長
- 巨勢泰八 少佐：1915年3月1日 - 1916年9月12日

兼海軍艦政本部艤装員（1915年3月1日 - 1915年4月23日）
- 神本国太郎 少佐：1916年9月12日 - 1917年6月1日
- 高木平次 少佐：1917年6月1日 - 1917年12月1日[10]
- 高橋為次郎 少佐：1917年12月1日[10] - 1918年5月1日[11]
- 高橋雄三郎 少佐：1918年5月1日[11] - 1918年12月1日[12]
- 神山忠 少佐：1918年12月1日[12] - 1919年12月1日[13]
- 西尾三郎 少佐：1919年12月1日[13] - 1920年12月1日[14]
- 荒糺 少佐：1920年12月1日 - 1923年11月20日
- 帖佐敬吉 少佐：1923年12月1日[15] - 1925年5月1日[16]
- 大藤正直 大尉：1925年5月1日[16] - 1926年4月20日[17]
- （兼）池田久雄 少佐：1926年4月20日[17] - 1926年6月1日[18]
- 池田七郎 少佐：1926年6月1日[18] - 1926年12月1日[19]
- 安住義一 少佐：1926年12月1日[19] - 1929年2月14日[20]
- 小西要人 大尉：1929年2月14日 - 1929年11月1日
- 瀬戸山安秀 大尉：1929年11月1日 - 1930年12月1日
- （兼）加瀬三郎 少佐：1930年12月1日 - 1931年4月1日